# Francisco de Cuéllar "el de la Fama"
Francisco de Cuéllar "el de la Fama"  (Cuéllar, ? - ?), fue un conquistador español que formó parte del grupo de los Trece de la Fama.
Se hallaba en América Central en el año 1525, entregado a descubrir, pacificar y poblar los territorios en que gobernaba el segoviano Pedro Arias Dávila. 
Los Trece de la Fama fue un grupo de trece miembros castellanos, de la expedición española que, en 1526, atravesó una raya trazada por Francisco Pizarro en la arena de la playa de la isla del Gallo (en el sur de lo que hoy es Colombia, junto a la actual ciudad de Tumaco), gesto con el que simbolizaba que estaban dispuestos a proseguir en la conquista del Perú. 
Francisco de Cuéllar no se hizo rico en América, pues no consta que dejase en Cuéllar alguna fundación piadosa o benéfica, como era habitual en los indianos; pero se hizo famoso, y para aquellos castellanos la fama valía más que el oro.
En 1528 se expide una Real Provisión por la que se concede la gracia de nobles si fuesen plebeyos y la de caballeros a los hidalgos a losTrece de la fama entre los que se encuentra el dicho Francisco de Cuéllar.
En una capilla de la catedral de Lima constan sus nombres.